# Dijon FCO
Dijon Football Côte d'Or is een Franse voetbalclub uit Dijon, de hoofdstad van het departement Côte-d'Or. De club speelt zijn thuiswedstrijden in het Stade Gaston Gérard, dat een capaciteit heeft van 16.000 toeschouwers.
Cercle Laïque Dijonnais werd in 1936 gesticht, deze naam droeg de club tot 1991 en werd dan Cercle Football Dijonnais. In 1998 fuseerde de club met Dijon FC.
Pas in het seizoen 2004/05 werd voor het eerst de tweede klasse bereikt (Ligue 2), daar eindigde de club als vierde in zijn debuutjaar, in het seizoen 2005/06 werd de club vijfde en in het seizoen 2006/07 achtste. Het seizoen 2007/08 werd afgesloten met de 17e plaats, één plaats hoger dan de drie degradanten. Na twee plaatsen in de middenmoot werd de club in 2011 onder leiding van trainer-coach Patrice Carteron gedeeld derde met Le Mans UC, maar door een beter doelsaldo promoveerde Dijon voor het eerst in zijn bestaan naar de Ligue 1. Dijon degradeerde direct. De volgende jaren was de club een subtopper in de Ligue 2. In 2015 eindigde de club vierde, op drie punten van promovendus Angers SCO. In 2016 werden ze vicekampioen achter AS Nancy en kon dus zo opnieuw de promotie afdwingen.

## Erelijst
- Kampioen CFA

2000

## Eindklasseringen
- 1999 5e
CFA
- 2000 2e
CFA
- 2001 16e
National
- 2002 15e
National
- 2003 4e
National
- 2004 3e
National
- 2005 4e
Ligue 2
- 2006 5e
Ligue 2
- 2007 8e
Ligue 2
- 2008 17e
Ligue 2
- 2009 8e
Ligue 2
- 2010 9e
Ligue 2
- 2011 3e
Ligue 2
- 2012 19e
Ligue 1
- 2013 7e
Ligue 2
- 2014 6e
Ligue 2
- 2015 4e
Ligue 2
- 2016 2e
Ligue 2
- 2017 16e
Ligue 1
- 2018 11e
Ligue 1
- 2019 18e
Ligue 1
- 2020 16e
Ligue 1
- 2021 20e
Ligue 1
- 2022 11e
Ligue 2
- 2023 18e
Ligue 2
- 2024 4e
National
- 2025 4e
National

- Niveau 1
- Niveau 2
- Niveau 3
- Niveau 4

## Bekende (ex-)speler(s)
- Pierre-Emerick Aubameyang
- Éric Bauthéac
- Laurent Ciman
- Gaël Kakuta
- Michael Klukowski